# Pangasius pangasius

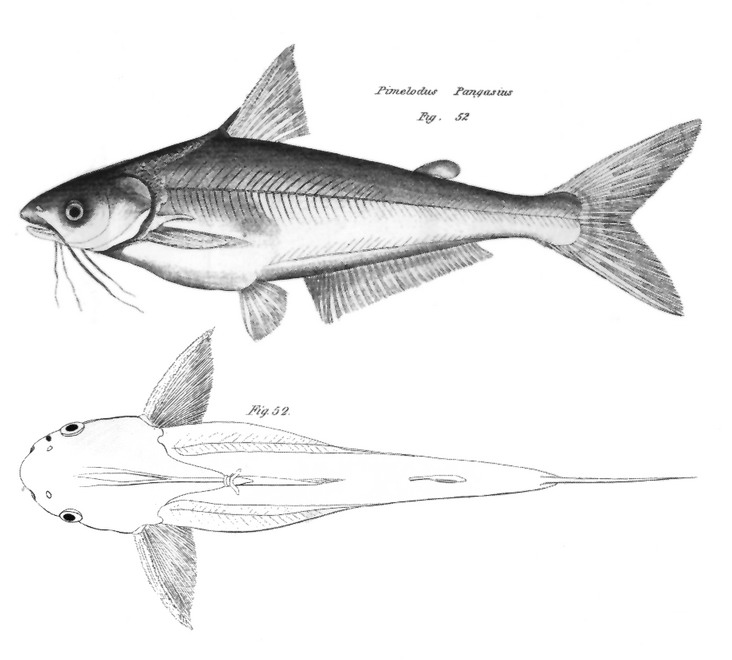
Kupferstich zur Erstbeschreibung
durch Francis Hamilton 1822
als Pimelodus pangasius

Pangasius pangasius ist die Typusart der Fischgattung Pangasius innerhalb der Familie der Haiwelse. Die Art kommt in den großen Flüssen und den Mündungsbereichen des indischen Subkontinents und Myanmars vor. Sie wird im Ganges, Godavari und Irrawaddy und möglicherweise im Krishna gefunden. Die Art ist ein wichtiger Speisefisch, der im Wildbestand befischt und unter anderem in Thailand, Kambodscha und Vietnam in Aquakultur gezogen wird. In dieser Funktion wurde die Art wahrscheinlich in weiten Teilen ihres Verbreitungsgebietes ausgewildert.

## Merkmale
Pangasius pangasius ist mit bis zu drei Metern Körperlänge neben Pangasius sanitwongsei die größte Art der Gattung. Die Schnauze läuft bei Jungtieren spitz zu, ist aber bei älteren Tieren abgerundet. Das Auge ist klein. Das Maul ist unterständig, die Gaumenbezahnung besteht aus je zwei Zahnreihen an Gaumenbein und Pflugscharbein. Die Barteln erstrecken sich bis zur Kiemenöffnung. Der Körper weist keine besondere Zeichnung auf, allerdings ist die Schwanzflosse bei ausgewachsenen Tieren leuchtend gelb gefärbt. Die Rückenflosse trägt zwei Hart- und sieben Weichstrahlen, die Afterflosse 29 bis 32 Weichstrahlen. Die Kiemenreuse trägt am ersten Bogen 23 bis 28 Strahlen.

## Lebensweise
Die Art besiedelt als Jungtiere den Süßwasserbereich der Flussmündungen und wandert später in den Brackwasser- und Küstenbereich ein. Als Nahrung dienen verschiedene Weichtiere, Insekten, andere Wirbellose, Fische und Pflanzen. Die Geschlechtsreife wird mit etwa 60 cm Länge erreicht, die Lebenserwartung liegt bei über 10 Jahren.